# Sydney Stadium
Le  Sydney Stadium est une enceinte sportive en tôle ondulée construite en 1908 et détruite en 1970.

## Historique
En 1908, le Sydney Stadium est construit pour accueillir le combat de boxe entre le Canadien Tommy Burns et l’Australien Bill Squires devant 12 000 spectateurs. La soirée de boxe est une grande réussite, si bien qu’une autre entre Tommy Burns et Jack Johnson y est organisée dans la même année. Un toit est construit sur le stade en 1912, la structure octogonale a été construite selon les dessins de Thomas Pollard Sampson (en). La salle peut accueillir jusqu'à 15 000 personnes et les plus grands combats de boxe anglaise du pays y sont organisés.
Dans les années 1950 et 1960, le promoteur Lee Gordon transformée l’enceinte en salle à spectacles et y fait produire les plus grandes vedettes internationales comme Ella Fitzgerald, Buddy Rich et Artie Shaw en 1954, The Beatles ou encore Frank Sinatra. L'infrastructure est détruite en 1970 pour construire l'Eastern Suburbs railway line (en).